# Orhan Kemal Cengiz
Orhan Kemal Cengiz (* 1968) ist ein türkischer Rechtsanwalt, Journalist und Menschenrechtsaktivist. Cengiz gründete die türkische Sektion von Amnesty International.
Er war Vertreter der Nebenklage im Fall der Morde im Zirve-Verlag. Cengiz ist Gründungsmitglied und war Vorsitzender des Menschenrechtsvereins „İnsan Hakları Gündemi Derneği“. Zudem ist er Gründungsmitglied und Generalsekretär der NGO „Sivil Toplum Geliştirme Merkezi“.
Er zählt zu den Unterzeichnern der Kampagne Özür Diliyorum, wo prominente Intellektuelle um Entschuldigung für den Völkermord an den Armeniern bitten.

## Leben
Cengiz studierte nach dem Besuchs des Gymnasiums von Manisa Rechtswissenschaften an der Universität Ankara und machte 1993 seinen Abschluss. Von 1997 bis 1998 arbeitete er in London als Rechtsanwalt. 
Während seiner Tätigkeit als Anwalt der Nebenklage beim Zirve-Mordprozess im Jahre 2008 erhielt er Morddrohungen.
Im Jahr 2015 war er Kolumnist bei der Zeitung Bugün. Er schrieb Kolumnen für die Zeitungen Today’s Zaman, die Radikal und Hürriyet Daily News.
Cengiz wurde nach dem Putschversuch in der Türkei 2016 am Flughafen Istanbul-Atatürk verhaftet und befand sich vier Tage in Polizeigewahrsam. Nach seiner Entlassung gab er zahlreichen Medien Interviews, er beschrieb die unzumutbaren Haftbedingungen und berichtete, dass er eine Person mit derart geschwollenen Augen gesehen habe, dass er sie nicht habe öffnen können. Ferner habe die Person geweint, als er vom Verhör gekommen sei. Cengiz sagte, es sei verständlich, dass die türkische Regierung die Putschisten zur Rechenschaft ziehen will, dies dürfe aber kein Freibrief sein, um Menschenrechtler, Anwälte und Journalisten festzunehmen.